# Boea lawesii
Boea lawesii là một loài thực vật có hoa trong họ Tai voi. Loài này được H.O.Forbes mô tả khoa học đầu tiên năm 1887.